# Proteinbar
En proteinbar er et industrifremstillet kosttilskud med et højt indhold af protein. De findes i mange forskellige varianter, hvor indholdet af protein kan variere fra producent til producent.

## Anvendelse
Proteinbarer anvendes oftest af idrætsudøvere, herunder bodybuilding, cykling, løb m.f.. Ved hjælp af en proteinbar kan der opnås en stor mængde protein som kan hjælpe med at genopbygge muskelvæv.
Proteinbarer kan også anvendes af folk som ikke udøver sport, men ønsker at få et tilskud i form af protein. Dette skyldes at protein er en vigtig del af vores kost.